# Diables del Poble Sec
La colla de Diables del Poble Sec és una colla de diables formada a començament de l'any 1986 a la ciutat de Barcelona, concretament al barri del Poble Sec, per uns quants membres de l'Associació de Veïns del Poble Sec. L'entitat neix amb la intenció de recuperar i promoure la cultura popular i tradicional d'arrel catalana i concretament el correfoc. De seguida van comptar amb el suport dels Diables del Raval, que els van apadrinar en la primera sortida, per la festa major d'aquell any. De mica en mica, la nova entitat es va anar afermant, fins que es va desvincular de l'associació de veïns i s'acostà a l'Agrupació de Nois i Noies Escoltes. Amb aquesta agrupació, compartien espai al carrer de la Concòrdia, en un moment en què el nombre de membres va créixer notablement. De la relació amb l'Agrupació de Nois i Noies Escoltes, també en van sortir els Gegants del Poble Sec, perquè la colla de diables va contribuir al seu naixement i a l'organització de les primeres ballades.
Durant un temps, la colla restà inactiva. De mica en mica, gràcies al lideratge de Cristina Velasco, va reprendre l'activitat a partir de la secció infantil, els Fills de Satan del Poble Sec, un nom pres d'un dels personatges de la sèrie de dibuixos Bola de drac.
Una altra de les seccions són els tabalers del Poble Sec, grup nascut conjuntament amb els diables i que s'encarrega d'acompanyar-los. Ofereixen uns ritmes basats en la percussió tradicional, que han evolucionat amb el mestissatge i també amb la incorporació d'estils d'unes altres cultures, com ara el taiko, el samba-reggae i el foli.
Al barri s'hi han fet dues trobades de la Coordinadora de Colles de Diables i Bèsties de Foc de Barcelona, organitzades pels Diables del Poble Sec: l'una l'any 2002 i l'altra el 2009. També han organitzat la trobada de diables de la Federació de Diables de la Ciutat de Barcelona 2012 a l'any 2015. D'ençà de l'any 2003, al Poble Sec s'organitza una trobada de malabars de foc i una exhibició de ceptrots que ha inclòs una festa de caràcter medieval i amb la incorporació d'un nou element d'imatgeria festiva, el Gat Sirius, el qual aporta a la festa la Trobada d'amics del Sirius.. Els Diables del Poble Sec, a més d'actuar a la festa de la Mercè, també són presents a diversos barris de la ciutat. Així mateix, la secció infantil, participa cada any en la Festa dels Súpers de TV3 i en la festa infantil organitzada pels Diables de Nou Barris i organitza cada any la Festa de la Primavera del Poble Sec. Amb motiu del 25è aniversari, la colla va estrenar dues figures, el Mascle Cabró i la Diablessa, a més de la Porta de l'Infern del Poble Sec. L'any següent estrena la figura del Lucifer.
En la confecció del Mascle Cabró i participa Alas Estudi amb la creació del cap gros i Tex-Arregui(taller de confecció d'imatgeria festiva popular) amb la confecció del vestit.